# 김우준
김우준(한국 한자: 金佑俊, 1974년 3월 26일 ~ )은 대한민국의 전 축구 선수이며, 포지션은 공격수였다.